# Caleta Tortuga Negra
La Caleta Tortuga Negra es un estuario de manglares en la costa norte de la Isla Santa Cruz en las Islas Galápagos en el país sudamericano de Ecuador. El parque nacional tiene regulaciones estrictas para proteger este ambiente prístino. Los turistas pueden visitar la cueva a través de pangas (botes locales), pero con los motores apagados. Muchas rayas, tortugas marinas, pelícanos y otros animales salvajes viven en los manglares.